# Хабаровський процес

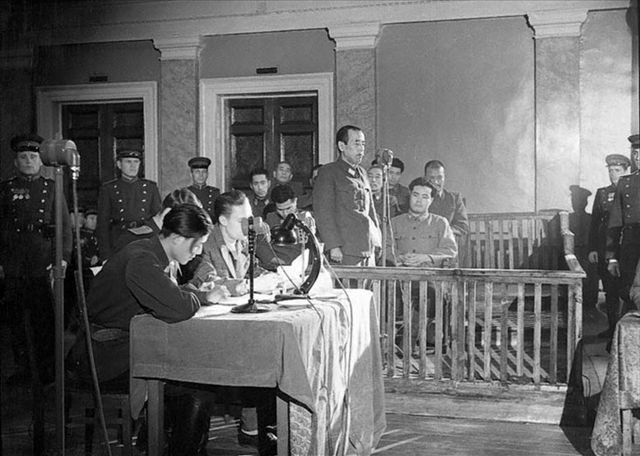

Хаба́ровський проце́с — судовий процес, що проходив з 25-го по 30 грудня 1949 року у Військовому трибуналі Приморського військового округу (місто Хабаровськ) у справі 12 військових злочинців — колишніх вищих офіцерів японської армії, винних у підготовці й застосуванні бактеріологічної зброї. 
Перед судом постали:
- колишній головнокомандуючий японською Квантунською армією генерал Ямадо Отодзо;
- колишній начальник санітарного управління генерал-лейтенант Кадзіцука Рюдзі;
- колишній начальник ветеринарної служби Квантунської армії генерал-лейтенант Такахасї Такаацу;
- колишні начальники відділу і відділення бактеріологічного загону № 731 генерал-майор Кавасіма Кійосі і підполковник Карасава Томіо;
- колишні начальники філіалів № 643 і № 673 загону № 731 майор Оноуе Масао і Нісі Тосіхіде;
- колишній начальник санітарної служби 5-ї армії генерал-майор Сато Сюндзі;
- колишні співробітники бактеріологічних філіалів № 643 і № 162 загону № 731 Кікуті Норіміцу і Курусіма Юдзі;
- колишні співробітники бактеріологічного загону № 100 Мітомо Кадзуо і Хірадзакура Дзенсаку.

На процесі було доведено, що протягом багатьох років японські військовики готували бактеріологічну зброю, проводили експерименти на живих людях і застосовували цю зброю під час воєнних дій проти Китаю, СРСР, МНР. Трибунал засудив злочинців до різних років позбавлення волі.